# Claes Breitholtz (1743-1812)
Claes Breitholtz IV, född 27 december 1743 på Brölunda i Söderby-Karls socken, Stockholms län, död 14 februari 1812 på Storsandsund i Pedersöre, Österbotten, Finland, var en finländsk kofferdikapten. 
Claes Breitholtz var uppvuxen i Virmo norr om Åbo där hans far Evert fått överta Hietamäki säterirusthåll. Claes Breitholtz gick till sjöss som 17-åring och avancerade småningom till styrman och kofferdikapten. Via Nykarleby, där han fört befäl på fregatten Villa Nova och gjort flera resor till Medelhavet kom han till Jakobstad där han fick burskap 1781 och gifte sig med prostdottern Brita Helena Aspegren från Pedersöre. I äktenskapet föddes 1782 en son som döptes till Carl men som torde ha dött i späd ålder.
Som befälhavare på den finländskbyggda fregatten Concordia af Jacobstad genomförde Breitholtz åren 1782-1785 en resa till Batavia (Jakarta) på Java i dåvarande holländska Ostindien. Han räknas därmed som den förste som förde ett finländskt fartyg till Ostindien. Seglatsen markerar inledningen till Finlands (då en del av det svenska riket) handels- och kulturutbyte med Ostasien. Concordias destination var från början Medelhavet men i Lorient i Bretagne chartrades Concordia av det holländska ostindiska kompaniet som vid denna tidpunkt led brist på tonnage till följd av sjökriget med England. Resan till Ostindien blev strapatsrik och en stor del av kapten Breitholtz ursprungliga besättning dukade under för farsoter under uppehållet i Batavia där man tog last till Holland. (Bland annat salpeter, kryddor, kaffe och olika ädla träslag.) Delar av resan har skildrats av skeppsläkaren och botanisten Claes Hornstedt som följde med fartyget som skeppsläkare på hemresan till Europa. Concordiaskvären i Jakobstad är uppkallad efter Breitholtz fartyg. (Fregattskeppet Orion seglade också Batavia för Holländska Ostindiska Kompaniet vid denna tid. Hon var byggd i Jakobstad 1782, samma år som Concordia, men genast försåld till göteborgska redare. Även Orion fördes av en Jakobstadskaptenen, Johan Georg Kindborg.)